# Борозда Гесиода
Борозда Гесиода (лат. Rima Hesiodus) — почти прямая борозда длиной в 256 километров и шириной почти 3 километра в самых широких местах. Расположена на юго-западе видимой стороны Луны и простирается от кратера Гесиод (Hesiodus) через южную часть Моря Облаков до Болота Эпидемий (Palus Epidemiarum), между кратерами Капуан и Меркатор. В своей центральной части пересекает уступ Меркатора (лат. Rupes Mercator).